# Andy Bell (zpěvák)
Andrew Ivan „Andy“ Bell (* 25. dubna 1964 Peterborough) je zpěvák anglického synthpopového dua Erasure. Působí i sólově a vyšla mu alba Non-Stop a Electric Blue.

## Kariéra
Andy pochází z města Peterborough ve východní Anglii. V roce 1985 odpověděl na inzerát v časopise NME, kde Vince Clarke hledal zpěváka pro svoji novou kapelu. Vince si Andyho vybral a spolu vytvořili kapelu se jménem Erasure. Duo prodalo více než 20 milionů alb.

## Diskografie

### Alba
- 2005: Electric Blue
- 2010: Non-Stop

### Singly
- 2005: "Crazy"
- 2006: "I'll Never Fall in Love Again"
- 2009: "Running Out"
- 2010: "Will You Be There?"
- 2010: "Call on Me"
- 2010: "Non-Stop"
- 2013: "Breathing Love"
- 2014: "Aftermath (Here We Go)"
- 2014: "Beautiful"
- 2014: "I Don't Like"
- 2014: "Friend"
- 2014: "Fountain of Youth"
- 2015: "Weston-Super-Mare"
- 2016: "True Original"
- 2016: "My Precious One"
- 2016: "Queercore"
- 2016: "We Were Singing Along to Liza"
- 2017: "Runaway"